# Remény (folyóirat, 1940–1943)
Remény  a kolozsvári Unitárius Kollégium Kriza Jánosról elnevezett önképzőkörének 1940-1943 (egyes források szerint – 1945) között megjelent lapja. A Bölöni Farkas Sándor kezdeményezte reformkori Reményt, illetve annak század eleji folytatását eleveníti meg.
A Kriza János Önképzőkör már a két világháború között megjelentette a Reményt, házi sokszorosításban, gépelt-litografált formában. Az önképzőkör felügyelő tanára akkoriban (1922-től) Borbély István; itt tűnt fel verseivel Székely Székely László, s tudományos ismeretterjesztő cikkeivel Borbély Samu, a húszas évek közepétől pedig Kovács György, a későbbi színművész, László Tihamér és Mikó Imre. A Kör 1928-ban Almanachot is megjelentetett. Mivel hatósági rendelkezések a köri munkát az iskola kötelékében ekkor lehetetlenné tették, az önképzőköri tevékenység a Ferencz József Unitárius Kör keretében folyt tovább, s a Remény is ennek égisze alatt készült gépelt-litografált formában. E füzetekben találkozunk 1930-tól Bodor András, Gálffy Mózes, Létay Lajos, Székely Gyula, az 1939-40. évtől Jánosházy György, Sinka Zoltán, Zsakó János nevével.
1940 őszén újra felvehették a Kriza János Önképzőkör nevet, s ennek jegyében jelent meg a Remény 1943-ig, szintén házi sokszorosításban.
Az időközben Brassai Sámuel nevét felvett kolozsvári Líceum 1967-1979 között Fiatal Szívvel címmel jelentette meg a Remény utódlapját, amely 1992 óta újra az eredeti címmel, mint a Brassai Sámuel Líceum Kriza János Önképzőkörének lapja jelenik meg.

## További irodalom
- Jancsó Béla: A Remény osztálya. Ifjú Erdély 1935. február. Újraközölve a szerző Irodalom és közélet c. kötetében, 1973. 297-301.
- Gaal György: Diáklapok másfélszáz éve. Korunk Évkönyv 1974;
- Gaal György: Barátság láncai. 1829-1982. Utunk 1982/23. Újraközölve A kolozsvári Unitárius Kollégium diáklapjai címmel a szerző Múzsák és erények jegyében c. kötetében, Kolozsvár, 2001. 108-117.